# Aliya Yussupova
Aliya Yussupova (Chimkent, 15 de maio de 1984) é uma ginasta cazaque, que compete em provas da ginástica rítmica.
Yussupova iniciou no desporto aos sete anos de idade, no clube Junior Sports School. Em 2002, aos dezoito anos, entrou para a equipe principal do país. Dois anos depois, em sua primeira aparição olímpica, nos Jogos Olímpicos de Atenas, Aliya fora quarta colocada na prova individual, em prova vencida pela russa Alina Kabaeva. No ano posterior, nos Jogos Mundiais de Duisburg, conquistou a medalha de prata nos exercícios com a bola. No mesmo ano, tornou-se Embaixadora de Elegância da FIG. Finalista em edições de Mundial e nas etapas de Copa do Mundo entre os anos de 2006 - 2008, Aliya manteve regularidade nas principais competições que ocorreram durante o ano. Em 2008, em sua segunda aparição olímpica, nos Jogos Olímpicos de Pequim, Yussupova somou 69,800 pontos, suficientes para a quinta colocação geral; a russa Evgenia Kanaeva conquistou a medalha de ouro. Em 2009, na etapa de Budapeste da Copa do Mundo, conquistou a medalha de prata no arco e a medalha de bronze na corda e na bola.